# Фрідонія (Пенсільванія)
Фрідонія (англ. Fredonia) — місто (англ. borough) в США, в окрузі Мерсер штату Пенсільванія. Населення — 436 осіб (2020).

## Географія
Фрідонія розташована за координатами 41°19′19″ пн. ш. 80°15′29″ зх. д. / 41.32194° пн. ш. 80.25806° зх. д. (41.321910, -80.258067).  За даними Бюро перепису населення США в 2010 році місто мало площу 0,92 км², уся площа — суходіл.

## Демографія
Згідно з переписом 2010 року, у селищі мешкали 502 особи в 227 домогосподарствах у складі 133 родин. Густота населення становила 543 особи/км².  Було 258 помешкань (279/км²).
Расовий склад населення:
| - 97,0 % — білих - 0,6 % — корінних американців - 0,2 % — азіатів |

До двох чи більше рас належало 2,2 %. Частка іспаномовних становила 2,0 % від усіх жителів.
За віковим діапазоном населення розподілялося таким чином: 20,1 % — особи молодші 18 років, 63,8 % — особи у віці 18—64 років, 16,1 % — особи у віці 65 років та старші. Медіана віку мешканця становила 43,9 року. На 100 осіб жіночої статі у селищі припадало 94,6 чоловіків;  на 100 жінок у віці від 18 років та старших — 90,0 чоловіків також старших 18 років.
Середній дохід на одне домашнє господарство  становив 44 258 доларів США (медіана — 42 917), а середній дохід на одну сім'ю — 48 557 доларів (медіана — 51 406). Медіана доходів становила 40 313 долари для чоловіків та 21 471 долар для жінок. За межею бідності перебувало 14,6 % осіб, у тому числі 23,1 % дітей у віці до 18 років та 0,0 % осіб у віці 65 років та старших.
Цивільне працевлаштоване населення становило 262 особи. Основні галузі зайнятості: освіта, охорона здоров'я та соціальна допомога — 30,9 %, виробництво — 26,0 %, роздрібна торгівля — 19,1 %.